# Робін Гуд (фільм, 1922)
Робін Гуд (англ. Robin Hood) — американська пригодницька мелодрама режисера Аллана Дуона 1922 року.

## Сюжет
Король Англії Річард вирушає в Хрестовий похід, залишаючи замість себе на троні принца Джона. Той виявляється тираном і починає всіляко пригнічувати народ Англії. Леді Маріан вирішує написати про це своєму коханому герцогу Хантінгтону, який знаходиться в цей час з королем Річардом у Франції. Хантінгтон, попри перепони супротивників, примудряється повернутися до Англії, щоб навести порядок. Але тут він і його друзі оголошені поза законом. Так починається історія Робін Гуда, захисника бідних і пригноблених англійців.

## У ролях
- Воллес Бірі — Річард Левине Серце
- Сем Де Грасс — принц Джон
- Енід Беннетт — Леді Маріан
- Пол Дікі — сер Гай Гісборн
- Вільям Лоурі — верховний шериф Ноттінгемський
- Рой Колсон — шут короля
- Мерілл МакКормік — бандит з принцом Джоном
- Вілсон Бендж — бандит з принцом Джоном
- Віллард Луїс — абат Тук
- Алан Хейл — Маленький Джон
- Бад Джиарі — Вілл Скарлетт
- Дуглас Фербенкс — граф Хантингдон / Робін Гуд